# Щорс Микола Олександрович
Мико́ла Олекса́ндрович Щорс (25 травня (6 червня) 1895, м. Сновськ, Великощимельська волость, Городнянський повіт, Чернігівська губернія, Російська імперія — 30 серпня 1919, с. Білошиці, Коростенський район, Коростенська округа, Волинська губернія, УНР, нині Житомирщина, Україна) — український радянський військовий діяч, один з військових командирів більшовиків під час радянсько-української війни. Учасник українських червоногвардійських повстанських формувань. У 1930-х образ Щорса почала активно використовувати радянська пропаганда.

## Життєпис
Народився у Сновську, нині місто в Корюківському районі Чернігівської області, Україна (тоді Городнянський повіт, Чернігівська губернія, Російська імперія), в багатодітній родині Олександра Миколайовича Щорса, машиніста парових локомотивів, який переселився на Чернігівщину зі Стовбців Мінської губернії. Охрещений у Покровській церкві села Носівка Городнянського повіту Чернігівської губернії (з 1992 року — у межах міста Сновська).

### Військова кар'єра вросійській армії
1909 року закінчив початкову школу в Сновську й 1910 року з другої спроби вступив до Київської військово-фельдшерської школи, яку закінчив у липні 1914 року.
У серпні 1914 року призначений на посаду молодшого фельдшера 3-го окремого мортирного дивізіону Віленського військового округу, у складі якого брав участь у бойових діях на Північно-Західному фронті Першої світової війни. У жовтні 1915 року його перевели на дійсну військову службу до 227-го запасного піхотного батальйону. На початку 1916 року був відряджений на навчання до Віленського військового училища, яке на той час евакуювали до Полтави. По закінченню прискореного (4-місячного) курсу навчань в училищі одержав чин прапорщика та призначення до 142-го запасного піхотного полку.
Від вересня 1916 року — на Південно-Західному (згодом — на Румунському) фронті на посаді молодшого офіцера роти 335-го Анапського піхотного полку 84-ї піхотної дивізії XXVI армійського корпусу. У березні 1917 року був відряджений до штабу 9-ї Армії на навчання, на організовані там короткострокові офіцерські курси командирів батальйонних штурмових (траншейних) команд. У квітні того ж року Щорсу надано чин підпоручика, у травні — евакуйовано до Сімферополя, де він пробув до грудня, лікуючись від сухот у військовому госпіталі, після чого, за станом здоров'я, вибув із армії та повернувся до Сновська.

### Від повстанця до командира дивізіїУкраїнської радянської армії
Політичні уподобання Щорса після демобілізації — на боці соціалістів-революціонерів, що й зумовило його ставлення до подій в Україні: він не сприйняв союзу з австро-німецькими військами, з якими ще зовсім недавно бився на фронті, та одночасно вороже поставився до більшовиків, які підписали Берестейську угоду з країнами Четверного союзу про замирення. До наших днів не дійшло скільки-небудь достовірних документів про його участь у Семенівському партизанському загоні, що воював із німецькими військами на Чернігівщині в березні 1918 року, але про це є згадки в мемуарній літературі.
Період життя Щорса від квітня до серпня 1918 року залишається темною плямою, що в радянські часи була щедро заповнена міфами та легендами. Можна з упевненістю сказати, що не відповідають дійсності ні його зустріч з Леніним, ні його партизанське минуле в Сибіру або ж інші бойові звитяги. Альтернативні версії про близькість Щорса до лідерів партії есерів, або про його мандати, які підписала Марія Спиридонова, також не мають документальних підтверджень.
Єдине, що лишається поза сумнівами, — зміна політичних уподобань. Після нетривалого перебування на Середньому Поволжі поблизу Самари та Ставрополя, наприкінці серпня 1918 року він із повноваженнями Всеукраїнського ЦВРК з'явився в нейтральній смузі, де розпочав формувати з повстанських загонів регулярні українські радянські військові частини. Як засвідчили очевидці, відтоді й надалі Щорс проявляв нетерпимість до есерів і всіляко намагався позбутися їх у лавах повстанців.
З 22 вересня 1918 року — командир Богунського полку в складі Першої української радянської дивізії. Від листопада 1918 року Микола Щорс одночасно з посадою командира полку поєднував обов'язки командира 2-ї бригади, до складу якої, крім Богунського, входив також і Таращанський полк. 6 лютого 1919 року о 10-й годині ранку Богунський полк під командуванням Щорса здобув Київ. Начальником київського гарнізону призначили Локотоша, комендантом Києва — Щорса. Обов'язки коменданта міста Щорс виконував приблизно тиждень, до середини лютого.
Наказом по Групі військ Київського напрямку № 18 від 6 березня 1919 року замість Локотоша начальником 1-ї дивізії призначено Щорса. 7 березня 1919 року Армія Української Народної Республіки оволоділа містом Бердичів. Уже 9 березня в район міста прибув начальник Першої української радянської дивізії Микола Щорс, якому доручили ліквідувати загрозливе для більшовиків становище. Внаслідок запеклих боїв, у яких разом зі щорсівцями взяли участь Іваново-Вознесенський полк, два бронепотяги з Луганська, а також озброєні місцеві робітничі дружини, 19 березня війська Української Народної Республіки розбито й відкинуто до Новограда-Волинського. Бердичів захопили більшовики. Під час боїв Микола Щорс улаштовує свій спостережний пункт на одній із башт кляштору Босих кармелітів, звідки керує радянськими військами. Про бердичівські бої Микола Щорс писав у листі до дружини:
|  | В течении 9 дней шёл сильный и упорный бой с утра до ночи. Но всё же противник был разбит, не смотря на то, что город переходил из рук в руки. Я назвал это „бердичевским кошмаром“… Но я был уверен в победе — и победил. (рос.) |

У травні 1919 року, докладаючи максимум зусиль для збереження дисципліни та забезпечення боєздатності своєї дивізії, не підтримав Григор'ївське повстання.
Загинув 30 серпня 1919 року в бою на Житомирщині за нез'ясованих обставин.
Похований у вересні 1919 року на Росії, на православному Всіхсвятському цвинтарі міста Самара; 10 липня 1949 року, після офіційної ексгумації, що засвідчена актом, прах перенесено на міське кладовище.

## Дослідження загибелі
Офіційна версія про те, що Щорс загинув від кулі кулеметника збройних сил УНР 30 серпня 1919 року близько сьомої вечора під час бою Богунського полку проти 13-го полку 7-ї бригади II корпусу УГА біля села Білошиці Коростенського району на Житомирщині, з початком «відлиги» 1960-х років стала піддаватися критиці.
Спочатку дослідники інкримінували вбивство командира тільки командувачу Харківським військовим округом Івану Дубовому, який у роки Громадянської війни був заступником Миколи Щорса в 44-й дивізії. У збірнику 1935 року «Легендарний начдив» вміщено свідчення Івана Дубового: «Противник відкрив сильний кулеметний вогонь і, особливо пам'ятаю, проявляв „зухвалість“ один кулемет біля залізничної будки … Щорс взяв бінокль і почав дивитися туди, звідки йшов кулеметний вогонь. Але пройшла мить, і бінокль з рук Щорса впав на землю, голова Щорса теж …». Голову смертельно пораненого Щорса бинтував Дубовий. Щорс помер у нього на руках. «Куля увійшла спереду, — пише Дубовий, — і вийшла ззаду», хоча він не міг не знати, що вхідний кульовий отвір менший вихідного. Коли медсестра Богунського полку Ганна Розенблюм хотіла змінити першу, досить поспішну пов'язку на голові вже мертвого Щорса на більш акуратну, Дубовий не дозволив. За розпорядженням Дубового тіло Щорса без медичного огляду відправили для підготовки до поховання. Свідком загибелі Щорса був не тільки Дубовий. Поряд знаходилися командир Богунського полку Казимир Квятек та уповноважений Реввійськради 12-ї армії Павло Танхіль-Танхілевіч, посланий з інспекцією членом РВР 12-ї армії Семеном Араловим, по суті першим керівником управління у складі Червоної Армії, яке згодом стане відомим як ГРУ.
Ймовірним виконавцем вбивства «червоного» командира називається Павло Самуїлович Танхіль-Танхілевіч. Йому було двадцять шість років, народився він у Одесі, закінчив гімназію, розмовляв французькою і німецькою. Влітку 1919 став політичним інспектором Реввійськради 12-ї армії. Через два місяці після загибелі Щорса він виїхав з України і прибув на Південний фронт як старший цензор-контролер Військово-цензурного відділу Реввійськради 10-ї армії.
Ексгумація тіла, зроблена в 1949 року в Куйбишеві при перепохованні, підтвердила, що він був убитий з близької відстані пострілом у потилицю. Куля, виявлена в черепі Щорса[джерело?], після експертиз, була ідентифікована і виявилась від браунінга П. С. Танхіль-Танхілевіча[джерело?]. Пізніше, віднайдені документи, що він виконав наказ Реввоєнради 12 армії[джерело?], яка звинуватила Щорса — у «українському націоналізмі»[джерело?]. Йому ставилось у провину збереження на підконтрольній його військовій частині території, навчальних закладів з українською мовою навчання. Про це у своїй доповіді на Пленумі ЦК присвяченій злочинам, вчиненим проти комуністичних діячів України, згадував Микита Сергійович Хрущов. Під Рівним пізніше був убитий щорсівець Тимофій Черняк — командир Новгород-Сіверського полку. Потім помер Василь Боженко, командир бригади. Його відправили в Житомир (за офіційною версією, помер у Житомирі від запалення легенів). Обидва були найближчими сподвижниками Миколи Щорса.
Левко Лук'яненко пише:
| | А, може, не знаєте, що Щорса чекіст Танхіль-Танхілевич з браунінга за наказом з Москви застрілив ззаду в потилицю (коли Москва відчула, що Щорс почав хилитися в український бік)? Може, Ви не знаєте, що чекісти отруїли Боженка з тієї ж причини? Хіба отруєння — не постріл у спину? |
| — Лук'яненко Л. Г., Маршал Жуков і українці у Другій світовій війні: відповідь генералові Іщенку. — К. : Козаки, 2002. — С. 32–33. — ISBN 966-514-038-8. | |

## Сім'я та родичі
- Батько — Олександр Миколайович, робітник-залізничник, машиніст паровоза, родом з Мінської губернії.
- Мати — Олександра Михайлівна (до шлюбу Табельчук).
- Рідні сестри — Акуліна, Катерина та Ольга.
- Брат — Костянтин.

Після смерті матері батько одружився вдруге з Марією Костянтинівною Подбєло, котра народила дітей: Зинаїду, Раїсу, Лідію, Григорія та Бориса. Григорій Щорс (загадково помер наглою смертю в Ревелі наприкінці 1930-х) лишив по собі спогади про брата, опубліковані в 1935 році. Дружина — Фрума Хайкіна; дочка — Валентина Халатникова (Щорс), дружина Халатникова І. М., академіка Російської академії наук.

## Пам'ять

Погруддя Щорса на Алеї Героїв в Чернігові (демонтоване в 2015)

26 листопада 1938 року РНК УРСР постановою № 1616 ухвалив спорудити (мовою оригіналу) «пам'ятник легендарному герою громадянської війни тов. Щорсу». Подію приурочили до 20-річчя Першої повстанської дивізії, монумент (автори — Гельман, Кратко, Ульянов) відкрили на одному з бульварів Житомира (зруйнований під час німецької окупації). В 1939 році на відзнаку 20-річчя від дня загибелі Щорса Політбюро ЦК ВКП(б) прийняло постанову про спорудження пам'ятника Щорсу в тодішньому Куйбишеві.
У Києві 14-метровий пам'ятник Щорсу встановили 1954 року на бульварі Шевченка, де раніше був пам'ятник Олексію Бобринському. 9 грудня 2023 пам'ятник демонтували й перевезли на зберігання до Державного музею авіації України ім. Антонова..
У Чернігові на Алеї Героїв у 1977 році встановлено бюст (див. Пам'ятники Чернігова) роботи скульптора Олександра Скоблікова та архітектора Анатолія Ігнащенка. 17 квітня 2015 року погруддя зруйнували радикальні активісти.
Погруддя Щорса, встановлене в Сновську (скульптор Г. П. Гутман, 1954), пізніше демонтували й замінили на погруддя Тараса Шевченка. Був також пам'ятник Миколі Щорсу в селі Красівка Бердичівського району Житомирщини, пізніше демонтований.
На батьківщині діє музей, директором якого тривалий час була сестра Щорса — Ольга Олександрівна Щорс (пом. 1985). Місто Сновськ, у якому народився Микола Олександрович і де, власне, міститься музей, 1935 року назвали Щорсом, а селище Божедарівка у Дніпропетровській області — Щорськом (1939). Село Білошиці, де загинув Щорс, до 2016 року називалося Щорсівка.
У багатьох великих і малих населених пунктах Радянського Союзу іменем Щорса назвали вулиці, парки, проспекти.
В УРСР і СРСР Щорс став об'єктом культу: роман Семена Скляренка, повісті Олекси Десняка, поеми Йосипа Количева, віршовані твори Івана Кулика та Андрія Угарова, спогади Костянтина Паустовського, художній фільм Олександра Довженка («Щорс», 1939), опери Жданова («Щорс», 1937), Йориша («Богунці», 1936) та Лятошинського («Полководець», 1937).
У передвоєнні часи його прізвище активно використовується у виданнях, скерованих на масового читача: «Супутник агітатора», «Пропагандист і агітатор РККА», «Календар колгоспника», «Бібліотека червоноармійця» тощо. Для дітей та юнацтва вийшла друком книжка Нісона Ходзі «Щорс. Боевые эпизоды» (1938), яку відразу ж переклали українською мовою та видали під назвою «Із життя Щорса». В 1939 році Броніслав Кежун видав збірку віршів про Щорса. Того ж року Дмитро Петровський у журналі «Новый мир» публікує «Повість про полки Богунський і Таращанський», де вперше викладає власний погляд на події 1919 року.
Широкої популярності набула «Пісня про Щорса» (музика Матвія Блантера, слова Михайла Голодного), створена у 1936 році. Хоча текст був написаний на рік раніше, а музичний супровід запропонував відомий на той час композитор Іван Шишов, перший варіант під назвою «Пісня про загін Щорса» не здобув визнання. Тільки після опрацювання тексту та заміни музикального супроводу твір став відомим на всю країну.
У 1936 році пісню «Зібрав Щорс загін завзятих» склав сліпий кобзар Павло Носач. Невдовзі твір опублікували в журналі «Український фольклор» (з 1939 року — «Народна творчість»). Того ж таки року на слова Олеся Юренка «Пісню про Щорса» написав Григорій Верьовка, щорсівський земляк.
По війні літературна епопея, пов'язана зі Щорсом, тривала. Низка обмежень щодо деяких персонажів громадянської війни зникає, на книжних полицях з'являються спогади та літературні вправи на історичні теми. Середи них — твори Сергеєнка, Позняка, мемуари Аралова, Ісаковича, Щаденка. У 1954 році ще одну «Пісню про Щорса» написав Андрій Лазаренко на слова Андрія Пашка.